# 고노스촌 (니가타현)
고노스촌(鴻ノ巣村)은 니가타현 니시칸바라군에 설치되었던 촌이다.